# Una musica/Il fantasma
pazza, bizzarra, dolce, inutile, a volte trascinante, a volte non più,
e a tratti tu, sembra che non suoni più...»
(Intro del brano)
Una musica/Il fantasma è un singolo del gruppo musicale italiano Ricchi e Poveri, pubblicato nel 1972 dalla Fonit Cetra.
Una musica è un brano duettato da Angela e Marina, con qualche intervento anche dei due componenti maschili della band. La musica del brano è stata composta da Mario Migliardi mentre il testo porta la firma, fra gli altri, di Paolo Limiti. È noto per essere stata la sigla di chiusura del famoso quiz di Mike Bongiorno "Rischiatutto". La canzone riporta il gruppo in classifica e trova consensi anche a livello di vendite.
Nel testo si paragona il proprio partner ad "una musica", musica sinonimo di un amore che si conosce bene (Tu sei una musica, che direi ho cantato già ... e so ogni nota di te), e quando pare finire (A volte ho anche pensato che tu eri andata persa, ed eri ormai cambiata da non riconoscerti più, e invece tu ritorni sempre, lo sai), torna sempre più forte (Ti trovo in testa all'improvviso e vai nell'onda di un concerto scritto mai).
Sul lato B viene inciso il pezzo Il fantasma. Entrambi i brani vengono inseriti successivamente nell'album/raccolta Ricchi & Poveri del 1976.
Una musica viene ricantata dal gruppo, ormai divenuto trio, nel 1990. Tale versione viene compresa nell'album Buona giornata e....

## Tracce
- Una musica (Paolo Limiti - Mario Migliardi - Mike Bongiorno - Maurizio Seymandi) Ed. mus. Usignolo/Puccio
- Il fantasma (Daunia - Mario Migliardi) Ed. mus. Usignolo/Puccio

## Classifica
| Paese  | Posizione massima |
| ------ | ----------------- |
| Italia | 19                |

## Dettagli pubblicazione
| Paese  | Data | Etichetta   | Formato | Nº Catalogo |
| ------ | ---- | ----------- | ------- | ----------- |
| Italia | 1972 | Fonit Cetra | 45 giri | SP 1496     |

Pubblicazione & Copyright: 1972 - Fonit Cetra.

Distribuzione: Fonit Cetra.